# میروسواف شونرت
میروسواف شونرت (لهستانی: Mirosław Szonert ؛ ‏ تلفظ لهستانی: [miˈrɔswaf]؛ ‏ ۲۵ دسامبر ۱۹۲۶ – ۳۱ اکتبر ۱۹۹۵) بازیگر اهل لهستان بود. وی دانش‌آموختهٔ مدرسه ملی فیلم ووچ بود.

## گزیدهٔ نقش‌آفرینی‌ها

### سینما
- وابانک (۱۹۸۱)
- چگونه جنگ جهانی دوم را آغاز کردم (۱۹۷۰)

### تلویزیون
- چهار تانکچی و یک سگ (۱۹۷۶)